# 哈伦·布雷茨
哈伦·布雷茨（1882年9月2日—1981年2月3日）是一位美国地质学家，以其导致接受米苏拉大洪水（Missoula Floods）的研究和他在洞穴方面的工作而闻名。

## 早年生活和教育
布雷茨于1882年9月2日出生在密歇根州爱奥尼亚县的萨拉纳克小镇，是奥利弗·布雷茨和罗达·玛丽亚·豪利特的五个孩子中的长子。布雷茨于 1905 年在阿尔比恩学院获得生物学学士学位，随后在西雅图的高中开始了他的历史和地貌学（研究地球表面的物理特征）教师生涯。
在此期间，他对华盛顿州东部的地质产生了浓厚的兴趣，并开始研究普吉特湾地区的冰川地质。他随后在芝加哥大学继续深造，并于1913年获得了地质学博士学位。他先后在华盛顿大学和芝加哥大学任教。

## 斯波坎洪水：一个离谱的假设
从1922年夏天开始的接下来的七年里，布雷茨对哥伦比亚高原进行了实地研究。到1931年，他已经撰写了15篇相关论文。
自1910年看到一张新出版的Potholes Cataract地形图后，他对该地区不寻常的侵蚀特征产生了浓厚兴趣。1923年，布雷茨创造了“Channeled Scablands”一词（意思是“沟壑纵横”），用来描述大古力附近的大规模侵蚀地貌，这种地貌切割了玄武岩沉积层。 不过，该地区是一片沙漠，根据布雷茨的理论，形成这种“沟壑纵横”的景观需要灾难性的水流。因此，布雷茨在1925年的出版物中创造了“斯波坎洪水”（也称为米苏拉洪水）一词。
布雷茨于1923年发表了一篇论文，提出华盛顿州东部的“沟壑纵横”是由远古时期的大规模洪水造成的。这一观点提供了对地质景观的灾难性解释（灾变论），与当时普遍接受的均变论相对立。最初，布雷茨的理论并未得到广泛认可。然而，随着人们对冰河时代性质的深入了解，布雷茨的研究逐渐得到了支持。到20世纪50年代，他的结论终于得到了广泛的确认。
布雷茨提出的灾变论解释遭到了当时地质学界的抵制。除了在地质学精英眼中布雷茨缺乏地位和声誉外，他的理论还暗示了圣经中大洪水的潜在可能性，因此科学界对此表示强烈反对。 华盛顿地质学会（Geological Society of Washington）邀请年轻的布雷茨在1927年1月12 日的一次会议上介绍他之前发表的研究，其他几位地质学家在会上提出了相互竞争的理论。布雷茨认为这是一次伏击，目的是在公开辩论中击败他，从而结束他的理论对他们保守的均变论解释的挑战。
会议上的另一位地质学家约瑟夫·帕迪 (Joseph Pardee) 曾与布雷茨共事，他有证据表明存在一个古老的冰川湖，这为布雷茨的理论提供了依据。然而，帕迪缺乏布雷茨那样的学术自由，因为他在美国地质调查局工作，所以没有参与这场争论。
布雷茨为自己的理论辩护引发了长达40年的关于斯卡布兰地形（Scablands）起源的激烈争论。正如他在1928年所写的，“史无前例的观点通常不被欢迎，一旦挑战了人们对有序世界的固有观念，就会引起强烈反弹。”
帕迪和布雷茨在接下来的30年里持续他们的研究，收集和分析证据，最终确定了米苏拉湖（Lake Missoula）是斯波坎洪水的源头，也证实了这场洪水造就了斯卡布兰地貌的形成。到了20世纪70年代，通过水力学和对美国宇航局卫星图像的研究，进一步验证了布雷茨和帕迪的理论。
《国家地理》评论道：“正如哲学家托马斯·库恩所言，新的科学真理之所以能获得胜利，并不是因为反对者改变了想法，而是因为他们相继去世了。1979年，当美国地质学会最终授予布雷茨的成果彭罗斯奖章（该领域的最高荣誉）时，布雷茨已经 96 岁了。他开玩笑地对儿子说：“我所有的敌人都死了，所以我没有人可以幸灾乐祸了。”

## 洞穴研究
1942年，布雷茨发表了一篇关于石灰岩洞穴形态和起源的极具影响力的论文。随后，他于1956年对密苏里州的洞穴进行了详细研究，并在1961年与斯坦利·哈里斯（Stanley Harris）合作，深入探索了伊利诺伊州的洞穴。

## 生活
布雷茨和他在阿尔比恩学院认识的妻子范妮·贝尔·查利斯（1881-1972）于1906年结婚，育有两个孩子，分别是鲁道夫·查利斯·布雷茨和罗达·布雷茨·赖利。他们一家定居在伊利诺伊州霍姆伍德，并在那里购买了房产。1921年，他们在那块地上建造了“西尔斯目录”（Sears Catalog Home）之家，房子周围摆放着他自己收集和别人赠送的所有岩石和矿物。

## 奖项与荣誉
1954 年，美国国家洞穴学会（National Speleological Society）授予布雷茨荣誉会员称号。
1979年，布雷茨以96岁的高龄获得了美国地质学会最高奖项彭罗斯奖章。
每年，阿尔比恩学院都会向地质系最优秀的大四学生颁发“布雷茨奖”（J Harlen Bretz Award）。
1994年，在华盛顿州库里城干瀑布州立公园干瀑布（ Dry Falls）游客中心外立了一块纪念布雷茨的牌匾，上面写着“献给 J·哈伦·布雷茨，他耐心地告诉我们，灾难性的洪水有时可能在自然界展开的戏剧中扮演着某种角色”。